# Torella dei Lombardi
Torella dei Lombardi es uno de los 119 municipios o comunas ("comune" en italiano) de la provincia de Avellino, en la región de Campania. Con cerca de 2.202 habitantes, se extiende por una área de 26 km², teniendo una densidad de población de 85 hab/km². Linda con los municipios de Castelfranci, Nusco, Paternopoli, Sant'Angelo dei Lombardi, y Villamaina.

## Demografía
| Gráfica de evolución demográfica de Torella dei Lombardi entre 1861 y 2001 |
|                                                                            |
| Fuente ISTAT - elaboración gráfica de Wikipedia                            |

- Datos: Q55128
- Multimedia: Torella dei Lombardi / Q55128

1. ↑  Worldpostalcodes.org, código postal n.º 83057.
2. ↑  «Codici Catastali». Comuni-italiani.it (en italiano). Consultado el 29 de abril de 2017.